# 272. Division
Die 272. Division sind folgende militärische Einheiten auf Ebene der Division:

## Infanterie-Divisionen
- 272. Infanterie-Division (Wehrmacht), aufgestellt in Belgien im Dezember 1943 aus Resten der 216. Infanterie-Division, kämpfte 1944 in Frankreich. Aus ihren Resten im September 1944 wurde die 272. Volksgrenadier-Division gebildet, die an der Schlacht im Hürtgenwald teilnahm und sich im Ruhrkessel auflöste.
- 272. motorisierte Schützen-Division (Sowjetunion), 1964 aus der 46. motorisierten Schützen-Division hervorgegangen, in Babstowo (Jüdische Autonome Oblast) stationiert, 1989 in 128. Festungsartillerie-Division umbenannt.